# Sophie, Công tước phu nhân xứ Edinburgh
Sophie Rhys-Jones có tên đầy đủ là Sophie Helen Rhys-Jones. Cha mẹ cô là ông Christopher Rhys-Jones và bà Mary O' Sullivan. Cô sinh ngày 20 tháng 1 năm 1965. Cô là vợ của Vương tử Edward, Công tước xứ Edinburgh. Cô mang tước hiệu là Công tước phu nhân xứ Edinburgh.

## Tiểu sử
Sophie Rhys-Jones sinh ra ở Radcliffe Infermary, Oxford. Cô là con thứ 2 cũng như là con gái đầu lòng của Christopher Rhys-Jones. Lúc cô còn nhỏ, gia đình cô chuyển đến xứ Wales sinh sống.

## Giáo dục
Từ nhỏ, cô được đào tạo ở Trường Dulwich Preparatory

## Kết hôn
Cô kết hôn ngày 19 tháng 6 năm 1999 với Vương tử Edward, con trai út của Nữ vương Elizabeth II. Lễ cưới được cử hành tại Nhà thờ St' George, Windsor. Bánh cưới trong lễ cưới của cô có kích cỡ khổng lồ, cao đến 7 tầng và mỗi tầng dày đến 10 feets. Cần tổng cộng 515 giờ mới có thể hoàn thành chiếc bánh.

## Con cái
| Tên                      | Sinh                 |
| ------------------------ | -------------------- |
| Công nữ Louise Windsor   | 8 tháng 11 năm 2003  |
| James, Bá tước xứ Wessex | 17 tháng 12 năm 2007 |

## Danh hiệu
- 20 tháng 1 năm 1965 - 19 tháng 6 năm 1999: Miss Sophie Rhys-Jones
- 19 tháng 6 năm 1999 - 10 tháng 3 năm 2023: Vương gia Điện hạ Bá tước phu nhân xứ Wessex.
- 10 tháng 3 năm 2023 - nay:  Vương gia Điện hạ Công tước phu nhân xứ Edinburgh